# Limonchulus bryophilus
Limonchulus bryophilus is een rondwormensoort uit de familie van de Onchulidae.